# 托拉尔瓦德卡拉特拉瓦
托拉尔瓦德卡拉特拉瓦，是西班牙卡斯蒂利亚-拉曼恰雷阿尔城省的一个市镇。 总面积102平方公里，总人口2888人（2001年），人口密度28人/平方公里。